# James P. Blair
James Pease Blair (* 14. April 1931 in Philadelphia, Pennsylvania; † 25. April 2021 in Middlebury, Vermont) war ein US-amerikanischer Fotograf, dessen Werke unter anderem in der Zeitschrift National Geographic veröffentlicht wurden.

## Leben
James P. Blair wurde 1931 in Philadelphia, Pennsylvania, geboren. Seine fotografische Ausbildung erhielt er am renommierten Institute of Design des Illinois Institute of Technology in Chicago, wo er bei den angesehenen Fotografen Harry Callahan und Aaron Siskind studierte. Nach seinem Abschluss arbeitete Blair in der Pittsburgh Photographic Library unter der Leitung von Roy E. Stryker, dem Direktor des fotografischen Dokumentationsprojekts der Farm Security Administration in den 1930er Jahren. Während seines Militärdienstes diente er als Leutnant in der US-Marine und half Flüchtlingen aus Nordvietnam. Nach seiner Rückkehr in die USA im Jahr 1958 arbeitete Blair als Reporter und Filmfotograf für den NBC-Sender WIIC-TV in Pittsburgh. Als freiberuflicher Fotograf erhielt er Aufträge von der US-amerikanischen Informationsagentur sowie von Magazinen wie Time, Life und National Geographic. Im Jahr 1962 wurde er Mitglied des Teams von National Geographic, wo er über dreißig Jahre tätig war und 46 Artikel veröffentlichte. Mehr als 2000 seiner Fotografien wurden in den Publikationen der Gesellschaft abgedruckt.

## Werk
James Blairs fotografische Arbeiten umfassten eine Vielzahl von Themen und Regionen. Seine Reportagen führten ihn unter anderem nach Jugoslawien, in die Tschechoslowakei, nach Äthiopien, Westafrika, den Iran, Griechenland und in verschiedene Teile der USA. Dabei beschäftigte er sich mit Themen wie Landwirtschaft, Kohleindustrie, Astronomie und der Anwendung von Fotografie in der Wissenschaft. Im Jahr 1983 fotografierte er für das Buch Our Threatened Inheritance, das von der renommierten National Geographic Society als bedeutendes Werk über die Bundesländer der USA veröffentlicht wurde. Sein letzter Artikel für das Magazin, der 1994 veröffentlicht wurde, behandelte die erste ausländische Segelreise auf der Wolga in Russland.
James Blairs Fotografien wurden in zahlreichen Einzelausstellungen präsentiert, darunter im Iran, in St. Louis, Pittsburgh und Washington D.C. Seine Arbeiten sind in den ständigen Sammlungen renommierter Museen wie der National Portrait Gallery in Washington D.C., dem Museum of Modern Art in New York City, dem Portland Museum of Art in Maine und dem Carnegie Museum of Art in Pittsburgh vertreten.
Nach seinem Ausscheiden aus der National Geographic Society im Jahr 1994 setzte Blair seine fotografische Tätigkeit fort und widmete sich auch der Lehre. Er arbeitete für Magazine wie Geo, Vermont Life und Wooden Boat. 1997 veröffentlichte er das Buch Wooden Fences bei Taunton Press. Seine Fotografien wurden zudem in dem 2004 erschienenen Bestseller The Geography of Religion: Where God Lives, Where Pilgrims Walk von National Geographic veröffentlicht.